# Axel Knoerig

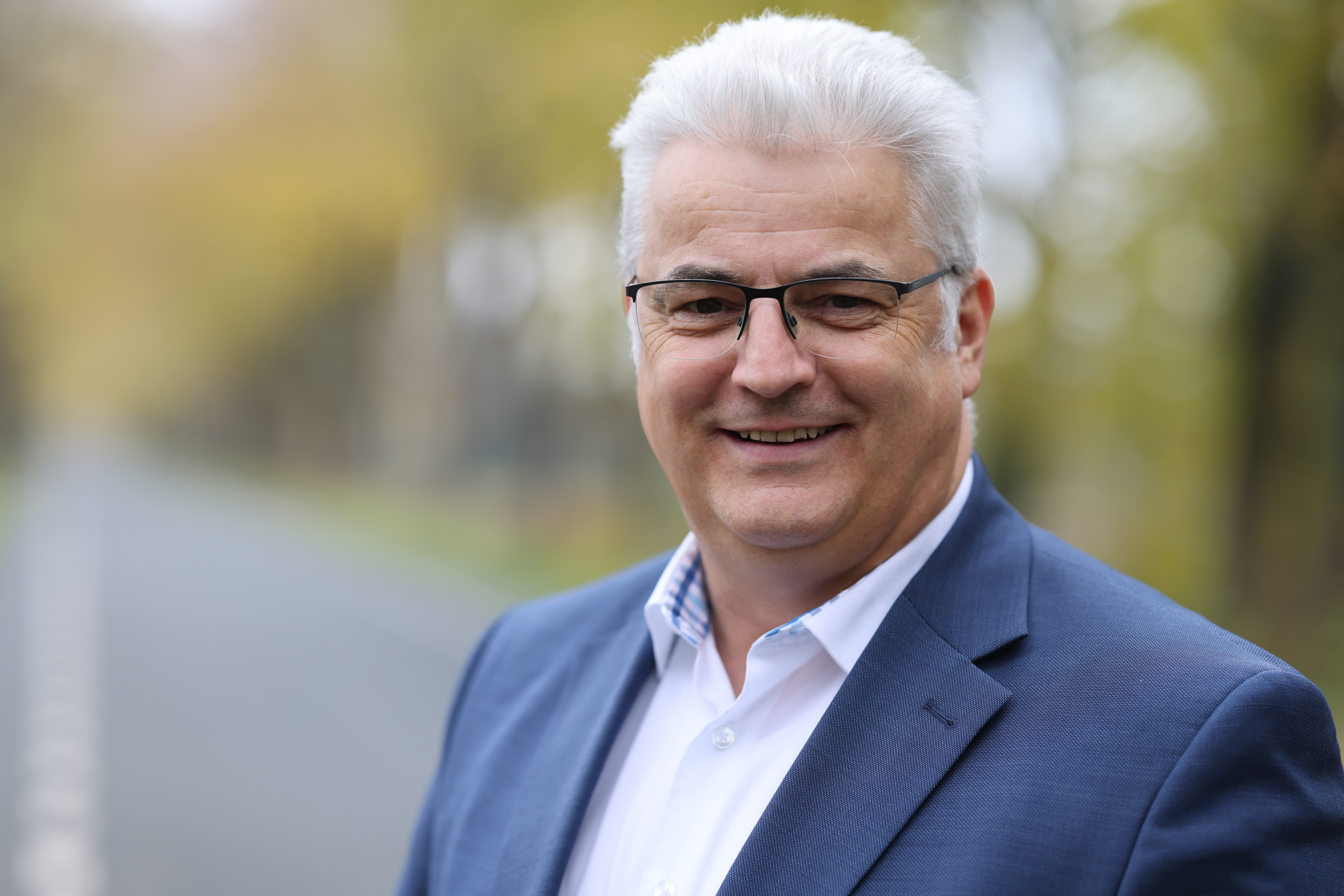
Axel Knoerig, 2024

Axel Knoerig (* 1. März 1967 in Bassum) ist ein deutscher CDU-Politiker und Politikwissenschaftler. Seit 2009 ist er direkt gewählter Bundestagsabgeordneter des Wahlkreises Diepholz – Nienburg I. Er ist stellvertretender Vorsitzender des Ausschusses für Wohnen, Stadtentwicklung, Bauwesen und Kommunen. Außerdem ist Knoerig stellvertretender Bundesvorsitzender der CDA. 

## Ausbildung und Beruf
Axel Knoerig besuchte die Grundschule und die Orientierungsstufe in Bassum sowie anschließend das Gymnasium in Syke.
Nach dem Abitur leistete er von 1987 bis 1988 seinen Wehrdienst in der Informations- und Medienzentrale der Bundeswehr ab. Heute hat er den Rang eines Oberstleutnants der Reserve der Luftwaffe inne.
An der Universität Bonn schloss Axel Knoerig 1996 ein Studium der Politikwissenschaften mit Schwerpunkt Kommunalwissenschaften erfolgreich ab. Anschließend war er in Berlin – zunächst als Referent und Projektmanager, später als Marketingfachmann im Bereich Öffentlichkeitsarbeit – in der Hauptstadtrepräsentanz der Deutschen Telekom tätig.
Bei der Bundestagswahl 2009 gewann Axel Knoerig das Direktmandat im Wahlkreis Diepholz – Nienburg I. In seinem Amt als Bundestagsabgeordneter wurde er bei den darauffolgenden Bundestagswahlen am 22. September 2013, am 24. September 2017, am 26. September 2021 sowie am 23. Februar 2025 bestätigt.

## Politik
Im Jahr 1980 trat Axel Knoerig der Jungen Union bei; seit 1986 ist er Mitglied der CDU.
Knoerig wurde schon mit 19 Jahren in den Bassumer Stadtrat gewählt, dem er von 1986 bis 1997 angehörte. Von 1991 bis 2001 war er auch Mitglied des Diepholzer Kreistages, in dem er seit 2011 erneut die CDU-Fraktion vertritt und seit 2021 als stellvertretender CDU-Fraktionsvorsitzender fungiert.
Nach seinem Umzug in die Samtgemeinde Kirchdorf im Jahr 2000 wurde Knoerig dort zum Vorsitzenden der CDU gewählt. Er war von 2001 bis 2006 Mitglied im Gemeinderat Kirchdorf und ist seit 2001 Mitglied im Samtgemeinderat Kirchdorf. Seit 2011 fungiert er als Vorsitzender des Samtgemeinderates.
Sein Amt als Vorsitzender des CDU-Samtgemeindeverbandes Kirchdorf stellte Axel Knoerig im August 2014 zur Verfügung, nachdem er kurz zuvor zum Vorsitzenden des CDU-Kreisverbandes Diepholz gewählt worden war. Für die CDU in Kirchdorf ist er weiterhin als Pressewart im Vorstand aktiv. 
Von 1999 bis 2014 war er auch Schatzmeister des Diepholzer CDU-Kreisverbandes gewesen. Auf Kreisebene fungiert er seit 2016 als Vorsitzender der Gesellschafterversammlung der Wirtschaftsförderung im Landkreis Diepholz.
Bei der Bundestagswahl 2005 trat Knoerig erstmals als Direktkandidat der CDU im Bundestagswahlkreis Diepholz – Nienburg I an und verfehlte mit 39 Prozent der Erststimmen nur knapp die erforderliche relative Mehrheit. Für die Bundestagswahl 2009 wurde er erneut als CDU-Direktkandidat in seinem Wahlkreis aufgestellt und mit einem Stimmenanteil von 37,5 Prozent erstmals ins Parlament gewählt. Mit einem Stimmenanteil von 47,5 Prozent wurde Axel Knoerig bei der Bundestagswahl 2013 in seinem Amt als Bundestagsabgeordneter bestätigt. Bei der Bundestagswahl 2017 erreichte er mit 44,6 Prozent wieder mit großem Vorsprung die Mehrheit. Bei der Bundestagswahl 2021 gewann er das Direktmandat im Wahlkreis 33 mit 33,8 Prozent. Mit deutlichem Vorsprung zog Knoerig mit 35,4 Prozent bei der Bundestagswahl 2025 erneut in den Deutschen Bundestag ein. Somit gelang es ihm als erstem Abgeordneten überhaupt im Wahlkreis Diepholz/Nienburg I, fünfmal in Folge das Direktmandat zu erringen.
Während seiner ersten Amtszeit als Bundestagsabgeordneter (17. Wahlperiode 2009 bis 2013) war Axel Knoerig als Mitglied im Bundestagsausschuss für Bildung, Forschung und Technikfolgenabschätzung tätig. Als stellvertretendes Mitglied gehörte er den Ausschüssen für Verteidigung, Sport und Angelegenheiten der Europäischen Union an. Darüber hinaus war er Mitglied in der Enquete-Kommission „Internet und digitale Gesellschaft“ und stellvertretendes Mitglied im Kuratorium der Bundeszentrale für politische Bildung. Innerhalb der CDU/CSU-Bundestagsfraktion gehörte er den Arbeitsgruppen Kommunalpolitik und Standortzukunft sowie der Arbeitnehmergruppe an.
In seiner zweiten Amtszeit als MdB (18. Wahlperiode 2013 bis 2017) war Axel Knoerig Mitglied im Ausschuss für Wirtschaft und Energie sowie stellvertretendes Mitglied im Ausschuss für Bildung, Forschung und Technikfolgenabschätzung. Als stellvertretender Vorsitzender vertrat er die Arbeitnehmergruppe der CDU/CSU-Bundestagsfraktion. Zudem wurde er als ordentliches Mitglied in das Kuratorium der Bundeszentrale für politische Bildung berufen. Innerhalb der CDU/CSU-Bundestagsfraktion gehörte er außerdem der Arbeitsgemeinschaft Kommunalpolitik und der TTIP-AG an. Ebenso war er Mitglied der Reservistenarbeitsgemeinschaft, der Deutsch-Baltischen und der Deutsch-Brasilianischen Parlamentariergruppen sowie des Parlamentarischen Freundeskreises Berlin-Taipeh. In 2015 veröffentlichte er das Buch „vier punkt null: Zukunftspfade christlich-sozialer Arbeitnehmerpolitik im digitalen Zeitalter“.
In der 19. Wahlperiode (2017 bis 2021) war Axel Knoerig ordentliches Mitglied im Ausschuss für Wirtschaft und Energie sowie stellv. Mitglied im Ausschuss für Arbeit und Soziales sowie dem Ausschuss für Gesundheit. Darüber hinaus wurde er als ordentliches Mitglied in die Enquete-Kommission „Berufliche Bildung in der digitalen Arbeitswelt“ berufen. Ferner war er stellvertretender Vorsitzender der Arbeitnehmergruppe der CDU/CSU-Bundestagsfraktion, ordentliches Mitglied im Kuratorium der Bundeszentrale für politische Bildung und stellvertretendes Mitglied im Beirat der Bundesnetzagentur. Daneben war er in folgenden parlamentarischen Gremien der CDU/CSU-Bundestagsfraktion vertreten: AG Kommunalpolitik, Gesprächskreis Landwirtschaft und ländliche Räume, Strategiearbeitsgruppe Digitales und Arbeitskreis Afrika. Weitere Mitgliedschaften im Deutschen Bundestag: Reservisten-Arbeitsgemeinschaft, Deutsch-Baltische Parlamentariergruppe, Parlamentarischer Freundeskreis Berlin-Taipeh, Parlamentariergruppe Südliches Afrika (Angola, Botsuana, Lesotho, Madagaskar, Malawi, Mauritius, Mosambik, Namibia, Sambia, Simbabwe, Südafrika, Swasiland).
In der 20. Wahlperiode des Deutschen Bundestages (2021 bis 2025) fungierte Knoerig als Vorsitzender der Arbeitnehmergruppe der CDU/CSU-Bundestagsfraktion und stellvertretender Vorsitzender des Ausschusses für Arbeit und Soziales. Zudem war er stellvertretendes Mitglied im Ausschuss für Wohnen, Bauwesen, Stadtentwicklung und Kommunen sowie im Ausschuss für Gesundheit. Weitere Mitgliedschaften: AG Kommunalpolitik der CDU/CSU-Bundestagsfraktion, Arbeitskreis Afrika der CDU/CSU-Bundestagsfraktion, Deutsch-Baltische Parlamentariergruppe, Parlamentarischer Freundeskreis Berlin-Taipeh, Reservisten-Arbeitsgemeinschaft im Deutschen Bundestag.
In der aktuellen 21. Wahlperiode des Deutschen Bundestags gehört Axel Knoerig als ordentliches Mitglied dem Ausschuss für Wohnen, Stadtentwicklung, Bauwesen und Kommunen an und hat dort den stellvertretenden Vorsitz inne. Zudem ist er stellvertretendes Mitglied im Ausschuss für Landwirtschaft, Ernährung und Heimat sowie im Ausschuss für Gesundheit. Weitere Mitgliedschaften: AG Kommunalpolitik der CDU/CSU-Bundestagsfraktion, Parlamentskreis Ländlicher Raum, Deutsch-Baltische Parlamentariergruppe, Parlamentarischer Freundeskreis Berlin-Taipeh, Reservisten-Arbeitsgemeinschaft im Deutschen Bundestag, Parlamentskreis Automobiles Kulturgut. Knoerig ist darüber hinaus einer der Moderatoren des Gebetsfrühstücks.
Seit 2012 ist Knoerig Mitglied im Vorstand des CDU-Bezirksverbandes Hannover. 2019 wurde er in den Bundesfachausschuss „Wirtschaft, Arbeitsplätze und Steuern“ berufen, der bis 2021 formiert war.
Seit 1988 ist Axel Knoerig auch Mitglied in der Christlich-Demokratischen Arbeitnehmerschaft (CDA). Von 2010 bis 2014 übte er das Amt des stellvertretenden Diepholzer CDA-Kreisvorsitzenden aus. Im Bundesvorstand der CDA engagiert er sich seit 2011, seit 2019 als stellvertretender Vorsitzender. Von 2018 bis 2021 war er Mitglied in den Arbeitskreisen „Digitalisierung“ und „Energie“ der CDA Niedersachsen.

## Ehrenämter
Axel Knoerig engagiert sich seit vielen Jahren ehrenamtlich im regionalen Sportbereich. So fungiert er als stellvertretender Vorsitzender des Kreissportbundes Diepholz sowie des Sport-Fördervereins Niedersachsen. Als Gründungsmitglied des Sport-Fördervereins hat er den „Tag des Sports“ im Landkreis Diepholz initiiert.
Als Kreisfachwart Boxen war Axel Knoerig von 2003 bis 2017 im Hauptausschuss des Kreissportbundes Diepholz tätig. Ebenfalls seit 2003 vertritt er als Leiter die Boxsparte des TuS Syke.
Darüber hinaus gehört er den Kuratorien von CARE Deutschland an. Für das Kinderhospiz Löwenherz Syke setzte er sich von 2014 bis 2025 ehrenamtlich als Stiftungsratsmitglied ein. 
Von 2018 bis 2022 war Axel Knoerig stellvertretender Vorsitzender der Künstlerinitiative East Side Gallery e.V., welche sich dem Erhalt und der Pflege des längsten verbliebenen Teilstücks der Berliner Mauer verschrieben hat.
Den ehrenamtlichen Vorsitz der THW-Landeshelfervereinigung Niedersachsen hatte er von 2010 bis 2023 inne. Ferner war Knoerig von 2011 bis 2024 Mitglied im Verwaltungsrat der Kreissparkasse Grafschaft Diepholz.
Axel Knoerig ist außerdem Mitglied der überparteilichen Europa-Union Deutschland, die sich für ein föderales Europa und den europäischen Einigungsprozess einsetzt.

## Privates
Axel Knoerig ist verheiratet und Vater eines Kindes. Er ist evangelisch-lutherischer Konfession.